# Ab extra
Ab extra è una locuzione latina nata nella metà del XVIII secolo e inserita in vari vocabolari di lingue neolatine e non. Essa è costituita dalle parole "ab" che significa "da" e "extra" che vuol dire "fuori", oppure (secondo una traduzione più accurata e logica) "esterno".

## Uso giuridico
Si utilizza "Ab extra" per esempio quando dall'esterno avviene un finanziamento da parte di terzi esterni a un caso.